# 懸田克躬
懸田 克躬（かけた かつみ、1906年1月30日 - 1996年3月1日）は、日本の医学者・精神科医。専門は、精神分析学・脳波学。学校法人順天堂第七代堂主、第四代理事長、順天堂大学学長など歴任。順天堂大学名誉教授。学位は、医学博士。

## 経歴
- 1906年1月30日 - 宮城県に生まれる
- 1931年3月 - 東北帝国大学医学部卒業
- 1937年 - 東北帝国大学より医学博士の学位を取得[2]。東京帝国大学医学部精神神経科入局
- 1948年4月1日 - 東京大学医学部脳研究室講師
- 1950年4月21日 - 順天堂医学専門学校教授
- 1950年9月4日 - 順天堂医科大学教授（順天堂医学専門学校精神医学教室初代主任教授）
- 1960年10月19日 - 学校法人順天堂大学理事（-1984年3月31日）
- 1961年7月21日 - 順天堂大学医学部長（-1972年3月31日）
- 1965年11月30日 - 日本学術会議会員（2期）
- 1968年5月18日 - 全国医学部長病院長会議会長就任
- 1971年3月31日 - 理事会で定年を1年延長
- 1972年3月31日 - 順天堂大学医学部教授を定年退職
- 1972年4月1日 - 順天堂大学学長（-1980年3月31日）
- 1979年4月13日 - 医学教育振興財団初代理事長
- 1984年4月1日 - 学校法人順天堂顧問（-1987年12月23日）
- 1987年12月24日 - 学校法人順天堂理事
- 1988年2月1日 - 学校法人順天堂理事長（-1992年3月31日）
- 1990年7月1日 - 順天堂史編纂委員会委員長
- 1992年4月1日 - 学校法人順天堂顧問
- 1996年3月1日 - 逝去[1][3]

## 人物
日本における精神分析学・臨床脳波学の基礎を築いた人物である。フロイト精神分析を研究した。また、エリッヒ・フロム『愛するということ』の翻訳はロングセラーになった。学校法人順天堂において、初の創立者一族以外から理事長に就任した。

## 著書
- 『模範看護学』 南山堂書店、1937
- 『感覚の世界』 創元社、1943
- 『現代の精神分析』誠文堂、1954
- 『現代人の精神医学教室』 日本評論新社、1956
- 『新しい頭脳の衛生 心の病をなおすには』 実業之日本社、1956
- 『眠りと夢』 岩波新書、1957
- 『マネージャー病』 東洋経済新報社、1958
- 『病的性格 10の類型とその行動』 中公新書、1965
- 『愛について 愛の生態学』 中公新書、1968
- 『ユングとフロム』中央公論社、1974

### 編著・共著
- 『医学概論』 佐々貫之共編、南山堂、1951
- 『新英和医学辞典』 内薗耕二・渡辺良孝共著、医学書院、1957
- 『臨床心理学』 西谷三四郎共著、誠信書房、1958
- 『現代人の精神医学』 河出書房新社、1964
- 『社会精神医学』 加藤正明共編、医学書院、1970
- 『現代精神医学大系24 司法精神医学』 武村信義・中田修共編、中山書店、1976
- 『現代精神医学大系 第1巻 C 精神医学総論 3』 中山書店、1978

### 翻訳
- 『脳髄の構造と機能』 シヤラー、創元社、1941
- 『新しき医学への道』 ビンガー、創元社、1950
- 『理性なき現代 社會生活における非合理的な力の研究』 フランツ・アレクサンダー、井村恒郎・佐々木斐夫共訳、みすず書房、1950
- 『取扱いにくい子供の医学 親と教師と医者のために』 ウイリアム・ムーデイ、三一書房、1951
- 『児童習癖相談室』 D.A.ソム、原弘毅共訳、国土社、1951
- 『感覚の世界』 ブッデンブロック、創元社、1952
- 『少年不良化の精神分析』 K.フリードランダー、みすず書房、1953
- 『フロイド選集 第5巻 性慾論』 日本教文社、1953
- 『幼児のしつけ方』 スーザン・アイザックス、要書房、1954
- 『精神病質人格』 クルト・シュナイダー、鰭崎轍共訳、みすず書房、1954
- 『宗教精神病理学入門』 クルト・シュナイデル、保谷真純共訳、みすず書房、1954
- 『脳髄の構造と機能』 シャラー、東京創元社、1955
- 『フロイド選集 第9巻 ヒステリー研究』 吉田正己共訳、日本教文社、1955
- 『精神分析の発達』 クララ・ソンプソン、角川新書、1957
- 『愛するということ』 エーリッヒ・フロム、紀伊国屋書店、1959
- 『生きている脳』 W.G.ウォルター、内薗耕二共訳、岩波書店、1959
- 『フロイド選集 第17巻 自らを語る』 日本教文社、1959
- 『若い女性の心理 第1-3』 ヘレーネ・ドイッチュ、塙英夫共訳、日本教文社、1964
- 『母親の心理 第1-3』 ヘレーネ・ドイッチュ、原百代共訳、日本教文社、1964
- 『世界の名著 フロイト　精神分析学入門』中央公論社、1966（責任編集）
  - 『精神分析学入門 Ⅰ・Ⅱ』中公クラシックス、2001年（新宮一成 新版解説）
  - 『精神分析学入門』 中公文庫、1973、改版2019（柄谷行人 新版解説）

## 論文
- 「日本語構音に関する研究」『口腔病誌』(1937)
- 「フロイトとその後の精神分析」『科学』第19巻 (1949)
- 「精神医学の新しい流れ」『児童心理と精神衛生』第1巻3号 (1950)
- 「意識障碍と脳波」『脳研究』第4巻 (1950)
- 「児童理解と精神分析」『児童心理』第5巻5号 (1951)
- 「精神分析学の系譜」『思想』第342号 (1952年12月)
- 「精神分析派」「フロイト」『心理学講座 1. 現代心理学』中山書店 (1953)
- 「フロイト」『異常心理学講座第4部異常心理学の代表者たち (第4分冊)』みすず書房 (1954)
- 「精神心理学の問題」『現代心理学 6. 精神の生理学』河出書房 (1955)
- 「フロイト学説とその歴史的背景」『思想』第388号 (1956)
- 菅又淳と共著「性格異常」『異常心理学講座第1部異常心理学 D. 性及び性格 (第一分冊)』みすず書房　(1956)
- 「社会精神医学」『異常心理学講座第1部 E. 社会病理学1 (第一分冊)』みすず書房 (1958)

## 関連人物
- 丸井清泰
- 山村道雄
- 古沢平作
- 高橋義孝
- 下坂幸三